# Daniel Cadena
Pour les articles homonymes, voir Cadena.
Daniel Cadena Sánchez, dit Dani Cadena, né le 9 février 1987 à Manzanilla en Espagne, est un footballeur international nicaraguayen, qui évolue au poste d'attaquant.

## Biographie

### Carrière internationale
Après sa naturalisation obtenue en 2014, il fait ses grands débuts sous le maillot de la sélection nicaraguayenne, le 14 août 2014, lors d'un match amical contre le Guatemala (défaite 3-0). Il est sélectionné pour la Copa Centroamericana de 2014, et participe à respectivement trois matchs de la compétition.
Il compte 16 sélections avec l'équipe du Nicaragua depuis 2014 (3 buts marqués).

## Palmarès

### En club
- Avec le Deportivo Walter Ferretti :
  - Champion du Nicaragua en A. 2014

### Distinctions personnelles
- Meilleur buteur du Championnat du Nicaragua en A. 2013 (11 buts)